# Pygommatius epicalus
Pygommatius epicalus är en tvåvingeart som först beskrevs av H. Oldroyd 1972.  Pygommatius epicalus ingår i släktet Pygommatius och familjen rovflugor.
Artens utbredningsområde är Filippinerna. Inga underarter finns listade i Catalogue of Life.